# How the West Was Won (tv-serie)
How the West Was Won er en amerikansk westernserie med James Arness, Eva Marie Saint, Bruce Boxleitner, Fionnula Flanagan, Kathryn Holcomb, William Kirby Cullen, Vicki Schreck i hovedrollerne.
Serien er løst baseret på Cinerama-filmen fra 1962 af samme navn (på dansk Vi vandt vesten). I 1976 blev serien sat i gang med en 2-timers pilot-film "The Macahans". Sidenhen blev serien sendt som miniserie i 1977, og som regulær serie i 1978 og 1979 - i alt 25 afsnit. Serien var en stor succes i Europa og fandt her tilsyneladende større og mere vedholdende seertilslutning end i USA. Serien er blevet genudsendt adskillige gange på forskellige europæiske TV-kanaler, f.eks. I Frankrig, Tyskland, Italien og Sverige.

## Medvirkende
- James Arness som Zebulon "Zeb" Macahan
- Bruce Boxleitner som Luke "Seth" Macahan
- William Kirby Cullen som Josh "Jed" Macahan
- Fionnula Flanagan som Molly Culhane
- Kathryn Holcomb som Laura Macahan
- Richard Kiley som Timothy "Tim" Macahan
- Jared Martin som Frank Grayson
- Eva Marie Saint som Katherine "Kate" Macahan
- Vicki Schreck som Jessica "Jessie" Macahan
- Harris Yulin som Deek Peasley